# Karl Korsch
Karl Korsch (15 de agosto de 1886, Tostedt- 21 de outubro de 1961, Cambridge) foi um filósofo alemão, professor universitário, representante do chamado "marxismo ocidental" e do "comunismo de conselhos".
Korsch teve uma trajetória política que foi marcada pela influência da Sociedade Fabiana e passagem e rompimento com o Partido Comunista Alemão, adesão às tendências oposicionistas e ao comunismo de conselhos. Professor de Filosofia, escreveu vários trabalhos sobre o materialismo histórico, entrando em polêmica com Karl Kautsky e a ala reformista do movimento socialista alemão (Bernstein) e, posteriormente, com o bolchevismo. A sua obra mais conhecida é Marxismo e Filosofia, na qual reunia vários ensaios publicados em periódicos e criticava a tendência reformista no marxismo. A condenação desta obra, juntamente com outra obra publicada no mesmo período, História e Consciência de Classe, de Georg Lukács, tanto por parte da social-democracia quanto por parte do bolchevismo, fez com que Korsch respondesse com uma anticrítica e passasse e enquadrar o bolchevismo (leninismo) em sua crítica.
A tese principal de Korsch neste escrito é a aplicação do método materialista histórico ao próprio marxismo, visando romper com o dogmatismo e possibilitando compreender a evolução do marxismo através das mudanças sociais, especialmente pelo desenvolvimento do movimento operário. Neste sentido, ele identificou três fases na história do marxismo, a primeira, ligada a ascensão do movimento operário, época em que Marx publicou obras radicais, tal como o Manifesto Comunista; a segunda fase seria a da estabilidade capitalista e recuo do movimento operário, época das obras econômicas de Marx e do aparecimento do reformismo social-democrata, e a terceira e fase da época da obra de Korsch, marcada pelo fortalecimento do caráter revolucionário do marxismo devido as novas lutas operárias na Alemanha, Rússia e outros países. Neste período é que foram gestadas as obras de Rosa Luxemburgo, Anton Pannekoek e Lênin. Na anticrítica, após a crítica leninista, Korsch reavalia esta classificação e retira Lênin da terceira fase do marxismo, colocando-o na segunda fase, junto com a social-democracia, devido ao atraso da sociedade russa e a semelhança de concepção, inclusive filosófica, entre bolchevismo e social-democracia.
Korsch passou a ser um colaborador das diversas publicações dos comunistas de conselhos e participou ativamente do conselho operário de Meinigen, Alemanha. Ele defendia as mesmas teses básicas dos demais comunistas conselhistas (Anton Pannekoek, Otto Rühle, Herman Gorter, Paul Mattick, etc.), tal como o antibolchevismo, anti-social-democracia, a ideia de que o regime russo após a Revolução Bolchevique era um capitalismo de Estado e que os conselhos operários eram a forma proletária de emancipação e constituição de uma nova sociedade, verdadeiramente comunista.
Em 1933, com a ascensão do nazismo, mudou-se para a Inglaterra e em 1936 para os Estados Unidos. Lá seguiria a carreira de professor universitário e escritos, tendo produzidos vários livros e artigos.
As principais obras de Korsch foram: Marxismo e Filosofia; Karl Marx; Que é a Socialização? e diversos livros compostos a partir de ensaios que produziu, principalmente os chamados Escritos Políticos, coletânea que reúne seus textos de crítica ao bolchevismo e diversos outros temas, tal como a Comuna de Paris, A Guerra Civil Espanhola; etc.
Karl Korsch exerceu grande influência nos círculos radicais da esquerda, tanto nos adeptos do comunismo de conselhos, como também em outros grupos políticos radicais. Foi um dos fundadores da Escola de Frankfurt, de Adorno, Horkheimer e Walter Benjamin, ao lado de Erich Fromm e vários outros. Era amigo pessoal de Bertolt Brecht, o grande teatrólogo, a quem influenciou profundamente. Também influenciou Felix Weil. Atualmente, principalmente após a queda do Muro de Berlim e a emergência do movimento antiglobalização, ele passou a ser recuperado por diversos grupos políticos e intelectuais. Antes disso já exercia grande influência em diversos pensadores, tais como Franz Jakubowski, Sidney Hook, Arthur Rosemberg, e o sociólogo brasileiro Nildo Viana, considerado um marxista korschiano.

## Principais obras
- Marxismo e Filosofia
- Karl Marx
- O Que é a Socialização?
- Teoria Marxista e Ação Política